# Pa Sak

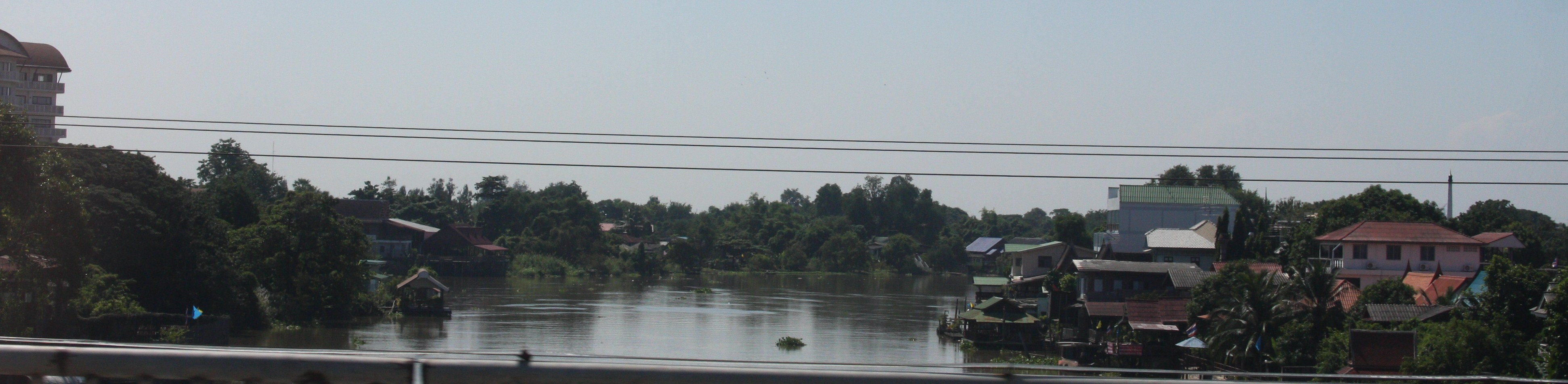

La Pa Sak (thaï แม่น้ำป่าสัก) est une rivière du centre de la Thaïlande. Elle prend sa source dans le district de Dan Sai, dans la province de Loei, traverse la province de Phetchabun, puis l'Est de la province de Lopburi et la province de Saraburi, avant de rejoindre la Lopburi au Nord-est de l'île d'Ayutthaya, juste avant leur confluent avec la Chao Phraya au Sud-est d'Ayutthaya, près de la forteresse de Phet. Longue de 513 km, elle a un bassin versant de 16 291 km2. Son débit annuel est de 2,4 km3.
La vallée de la Pa Sak dans les montagnes de Phetchabun constitue l'essentiel de la province de Phetchabun. Comme le bassin versant est assez étroit, le débit de la rivière varie de façon importante au cours des saisons. Pour remédier au problème de sécheresse dans la basse vallée de la Pa Sak, on a construit à partir de 1994 le barrage de Pasak Jolasit (เขื่อนป่าสักชลสิทธิ์), dans la province de Lopburi. Large de 4 860 m et haut de 31,5, il retient 0,785 km3 d'eau. Outre sa fonction de réservoir, il fournit aussi 6,7 MW d'électricité.

## Affluents
Ils comprennent la Lopburi, la Muak Lek, la Phung, la Pa Daeng, la Lam Kong, la Sonthi, la Wang Chomphu, la Na, la Chun, la Duk, la Khon Kaen, la Yai, la Saduang Yai, la Ban Bong, la Tarang et la Phaya Klang.

## Bassin versant
La Pa Sak draine 16 291 km2.
Son bassin versant fait partie de celui de la Chao Phraya.

### Sources
- (en) Cet article est partiellement ou en totalité issu de l’article de Wikipédia en anglais intitulé « Pa Sak River » (voir la liste des auteurs).